# Allmänna Barnhuset
Allmänna Barnhuset i Stockholm är en stiftelse och tidigare inrättning för barnavård. Barnhuset, som fram till 1785 kallades Stora Barnhuset, låg mellan 1633 och 1885 vid Drottninggatan/Barnhusgatan i det nuvarande kvarteret Barnhuset. Det flyttade sedan till Norrtullsgatan, där verksamheten bedrevs fram till 1922.

## Stora Barnhuset vid Drottninggatan

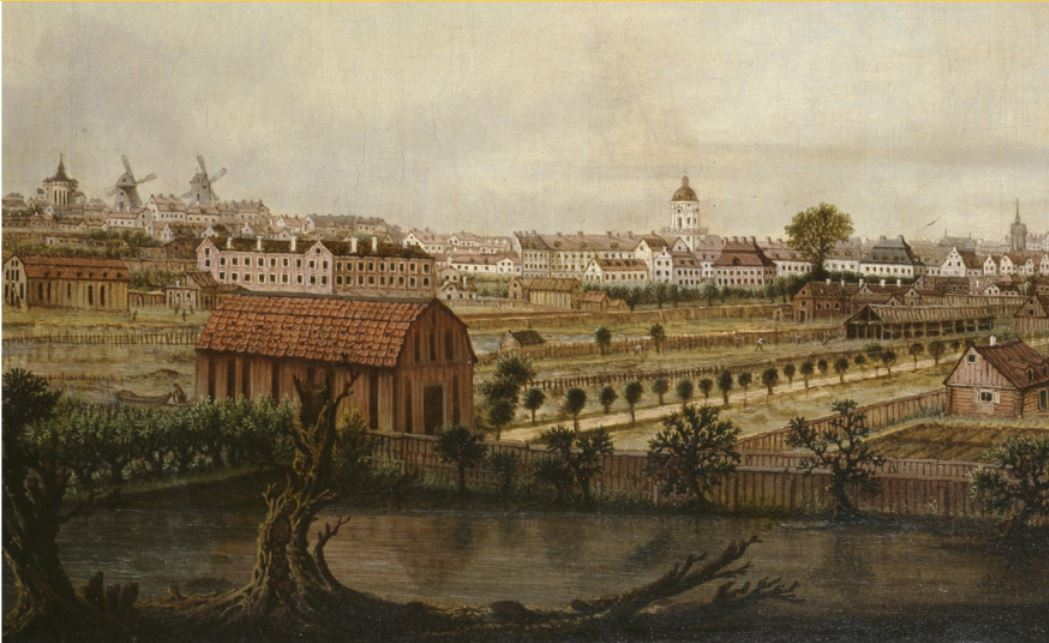
Stora Barnhuset på 1780-talet. På Kvarnhöjden syns Barnhuskvarnarna och till höger Barnhusets repslagarbanor.

Föregångaren till Stora Barnhuset var Barn- och Tukthuset, som grundades som ett kombinerat barnhem och fängelse för vuxna. Detta missköttes och 1631 lades det ned och splittrades i två institutioner.

### 1633–1785
Det "orphanotrophium", till vars anläggning drottning Kristinas lärare, Johannes Matthiæ, år 1633 fick tillstånd jämte lämplig kronotomt, "inemot" (i närheten av) Rörstrand, och rättighet att för köpta tomter däromkring njuta lika frihet som för den donerade tomten, utvidgades 1637 till ett allmänt barnhus, vilket genom privilegier, som sedermera flera gånger utvidgades, tillförsäkrades vissa förmåner och inkomster, däribland den s.k. barnhustunnan. Barnhuset erhöll även gåvor genom testamenten. Den var intill 1666 upplåten åt ett bolag och stod därefter under än den ena, än den andra myndighetens överinseende.
Under de första decennierna är informationen knapphändig och personalen och organisationen tycks inte ha varit fast reglerad. Instruktionen för Barnhusets personal utfärdades av barnhusdirektörerna borgmästare Jean de la Vallée och rådman Heinrich Sparjin 12 mars 1677. Barnhuset stod under överinseende av barnhusdirektionen, och hade en egen predikant. Närmast under dem stod Barnhusets föreståndare, som bestod av en man och en kvinna, Husmodern och sysslomannen, som tillsammans ansvarade för barnhuset; praeceptorn och lärmodern hade ansvar för pojkarnas respektive flickornas undervisning samt de övriga lärare som undervisade barnen, och under dem stod den övriga personalen av betjänter och barnpigor; en sidgrupp utgjordes av sjukmodern, som ansvarade för barnhusets sjukstuga och stod under barberaren och läkaren, stadens ordinarie medicus.
Missgrepp var inte okända under barnhusets långa historia, och dödligheten var ofta hög. Den 25 mars 1647 inträffade en uppmärksammad händelse, när en grupp på sexton barnhemsbarn från Stora Barnhuset ledda av Elisabett Månsdåtter lyckades ta sig in till drottning Kristina i Rikssalen på Tre Kronor för att klaga på att de tvingades pantsätta sina kläder och tigga på gatorna för att få mat. År 1770 inträffade en ny skandal, när det visade sig att barnen hade hållits i ett halvsvultet tillstånd för att personalen hade stulit en del av deras matransoner.
Stora Barnhuset tog emot föräldralösa, hittebarn och barn vars föräldrar inte kunde ta hand om dem. Genom det så kallade "Barnamordsplakatet" som utfärdats 1778 för att minska antalet barnamord gavs ogifta mödrar rättigheten att få sitt barn inskrivet som "fött av okänd mor" i kyrkoboken. Barnet lämnades sedan oftast till en institution. Barnen som togs emot på Stora Barnhuset skulle vara åtminstone sex år gamla: mindre barn lämnades tiden 1755-85 först till Lilla Barnhuset, innan de vid sex års ålder överfördes hit. På barnhuset fick barnen en elementär undervisning i läsning och kristendom; pojkar som visade särskild begåvning kunde få ytterligare skolning i skrivning och matematik. Barnen fick också lära sig något hantverk: pojkarna ofta snickeri eller skomakeri, flickorna att sy och väva. Vid tolv års ålder överlämnades barnen till arbetsgivare som lärlingar eller tjänare. Fram till 1750-talet var barnens antal vanligen cirka 100–200 åt gången, därefter cirka 300-350.
Barnhuset drev även ett värdshus kallat Barnhuskällaren som på 1700-talet låg vid dagens Drottninggatan 71. Källaren brann ner 1844 och gav upphov till kvarteret med samma namn. På platsen uppstod 1857 Hotel Phoenix och 1880 Norra Latin.

### 1785–1885
Gustav IIIs regering utfärdade 1785 en förordning om att barn inte skulle växa upp på barnhem, utan istället skulle placeras på fosterhem och tanken var att barnen som skrevs in på sikt skulle placeras i fosterhem.  Samma år slogs Stora barnhuset samman med Politibarnhuset vid Danviken och bildade Allmänna barnhuset. Detta var en stor reform som i fortsättningen gjorde att barn inte längre uppfostrades på barnhuset tills de släpptes ut, utan om möjligt vistades där bara fram till att ett fosterhem kunde finnas åt dem.
Från 1850 stod barnhuset under förvaltning av en direktion, med överståthållaren såsom ordförande, sex av Kungl. Maj:t förordnade ledamöter och Stockholms polismästare. Till barnhuset överlämnades barn av sanitära eller ekonomiska skäl för vård och uppfostran och placerades därefter i fosterhem, företrädesvis på landet, mot fosterlön. Direktionen kunde även belöna fosterföräldrar med penningar, böcker eller medalj av silver att bäras på bröstet.

## Allmänna Barnhuset vid Norrtullsgatan

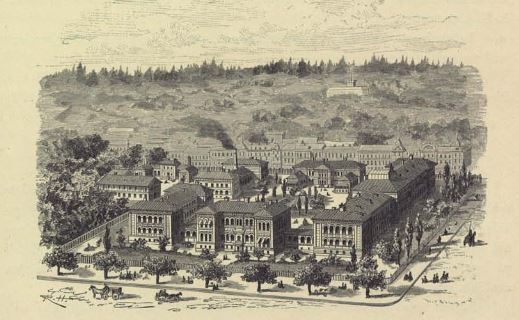
Allmänna Barnhuset vid Norrtullsgatan

I december 1885 flyttade barnhusets invånare från den gamla lokalen vid Drottninggatan 73 till det nya, storartade byggnadskomplex, som 1883-85 uppförts i kvarteret Mimer vid Norrtullsgatan 14, enligt plan av överläkaren professor Oskar Medin samt arkitekten Gustaf Dahl. Detta bekostades av medel, som inflöt genom försäljning av det gamla barnhusets och bredvid liggande fängelses vidsträckta tomter. Med tiden utökades även den pediatriska verksamheten på Allmänna barnhuset. Som byggmästare stod Andreas Gustaf Sällström.
Mellan åren 1880–1922 skrevs 20 000 barn in på Allmänna Barnhuset. Om modern själv inte kunde betala underhållet för det inskrivna barnet så kunde hon lämna det utan kostnad mot att hon bodde på Barnhuset i åtta månader och ammade sitt eget och ytterligare ett barn. Därutöver skulle hon deltaga i det dagliga arbetet på Barnhuset. Vid 1902 års ingång var 4 315 barn utackorderade. Samtidigt vårdades 242 barn på själva inrättningen, där även 125 ammor fanns.

## Fortsatt verksamhet
År 1932 övertogs den pediatriska kliniken på Allmänna Barnhuset av Stockholms stad, som i dess lokaler inrättade Norrtulls sjukhus. Allmänna Barnhust hade därmed upphört att fungera som bamavårdsanstalt och omändrats till en stiftelse, vars uppgift blev att bereda vård och fostran åt barn, som var värnlösa eller på annat sätt i behov av vård, samt dessutom understödja och främja åtgärder för barns vård och fostran. Stiftelsen Allmänna Barnhuset äger bland annat Sätra Bruk AB sedan 1935. Sedan 1950-talet är stiftelsen inriktad på att bedriva forsknings- och informationsverksamhet med anknytning till social barnomsorg med en av regeringen utsedd styrelse.
Allmänna Barnhusets arkiv finns på Stockholms stadsarkiv. På arkivets webbplats finns möjlighet att söka efter barnhusbarn som vistats vid institutionen.

### Webbkällor
- Allmänna barnhusinrättningen i Nordisk familjebok (andra upplagan, 1904)